# Музей Клейста
Музей Клейста (нем. Kleist-Museum) — литературный музей, посвящённый жизни и творчеству немецкого драматурга, поэта и прозаика Генриха фон Клейста. Основан в 1922—1923 году во Франкфурте-на-Одере.

## История
В 1922—1923 году Общество Клейста открыло первый музей в доме, где родился писатель. В 1937 году экспозиция, посвящённая Клейсту из музея Одерленда в Линау-Хаус, вошла в собрания музея. Клейст-Хаус и Линау-Хаус сгорели во время пожара в апреле 1945 года.
После окончания Второй мировой войны в городской библиотеке постепенно стала собираться новая коллекция, посвящённая писателю. Позднее её разместили в здании бывшей Гарнизонной школы. Новый музей Клейста был официально открыт 20 сентября 1969 года под названием «Мемориальный и исследовательский центр Клейста». 21 октября 1995 года был создан «Мемориальный и исследовательский центр Клейста eV», который с тех пор курирует музей Клейста.

## Экспозиция
Кроме хранения артефактов, связанных с интеллектуальным и литературным наследием Генриха фон Клейста, музей также хранит литературное наследие его родственников, Эвальда Кристиана фон Клейста и Франца Александра фон Клейста, а также Каролины и Фридриха де Ла Мотт-Фуке. В музее регулярно проводятся литературные чтения, лекции и литературно-музыкальные мероприятия. В июне проходит летний фестиваль, а в октябре — Клейстфесттаге.
Собрания музея включают: коллекцию произведений искусства, состоящую из скульптур и картин, вдохновлённых Клейстом и его сочинениями, коллекцию «Театралия», состоящую из материалов, связанных с созданием им драматических произведений, коллекцию «Музалия», в которой представлены объекты, связанными с его жизнью. Библиотека музея — специализированная научная библиотека, посвящённая Генриху фон Клейсту и его времени. Содержит около 10 000 томов.
17 октября 2013 года было открыто новое здание, строительство которого обошлось городу в 5,4 миллионов евро. Новое здание связано со зданием Гарнизонной школы через конструкцию из стекла и стали. С 2007 по 2016 год директором музея был писатель Вольфганг де Брейн. С 2016 года музей возглавляет историк Ханна Лотте Люнд. Постоянная экспозиция музея с 2013 года называется «Тайны, сражения, перемены».